# Lycée Victor-Hugo (Carpentras)
Pour les articles homonymes, voir Lycée Victor-Hugo.
Le lycée Victor-Hugo de Carpentras est un établissement public d'enseignement secondaire et supérieur, situé à Carpentras. Il est construit en 1925 sur le terrain d'un ancien couvent dominicain.

## Historique

### Origine
Faisant suite à un premier couvent, situé dans l'actuel office du tourisme de Carpentras, un second couvent de dominicains est construit par l’abbé Pougnet en 1859, route de Pernes, à Carpentras,. En 1903, les dominicains sont expulsés. Lors de la Première Guerre mondiale, les lieux sont occupés par des militaires,. En 1923, les restes de l'ancien couvent sont détruits sauf la chapelle,,.

### Création du lycée
En 1925, l'école primaire supérieure de jeunes filles est construite à côté de la chapelle,. L'architecte Léopold Busquet choisit d'édifier un bâtiment en forme de « U » de deux étages,. La façade de l'entrée principale, de style Art déco, est dessinée par Pierre de Champeville pour la mairie de Carpentras et les bas-reliefs sont de l'Avignonnais Jean-Pierre Gras.
En 1960, l'établissement est renommé « lycée Victor-Hugo ».
En 1990, la chapelle, seul reste de l'ancien couvent, est démolie pour laisser la place à des logements.
Le 28 novembre 2000, l'édifice est labellisé « Patrimoine du XXe siècle » du Vaucluse,.
La partie située en contrebas du lycée est réaménagée en 1991 et en 2009. En 1991, les restes de la chapelle sont détruits et des fouilles permettent la découverte d'un puits à eau et d'une galerie souterraine,.

### Le lycée auXXIesiècle
En 2019, le lycée accueille 1 450 élèves, 300 apprentis au centre de formation d'apprentis (CFA) et dispose d'un internat qui est mixte depuis cette même année.

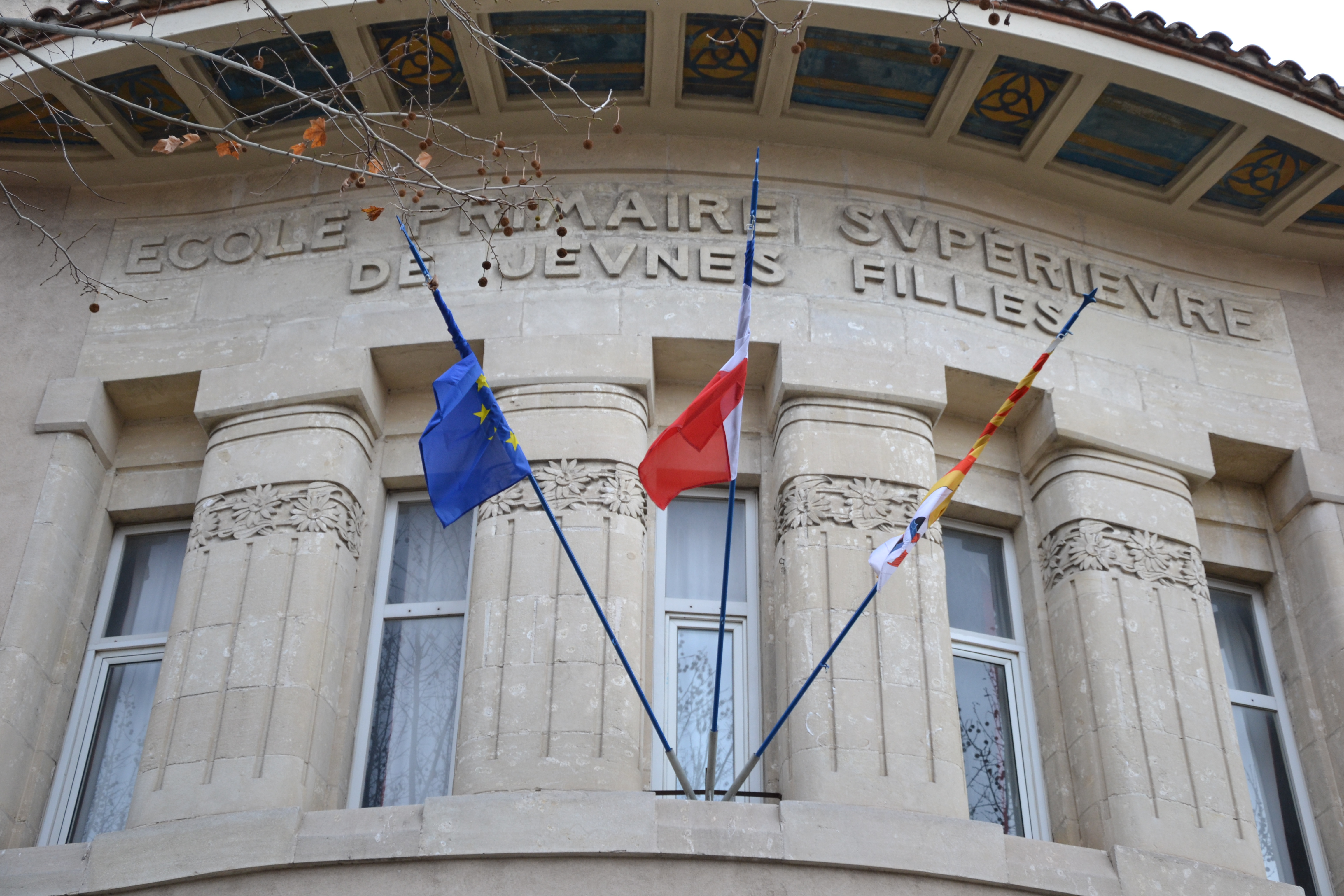
Façade entrée principale, détail.
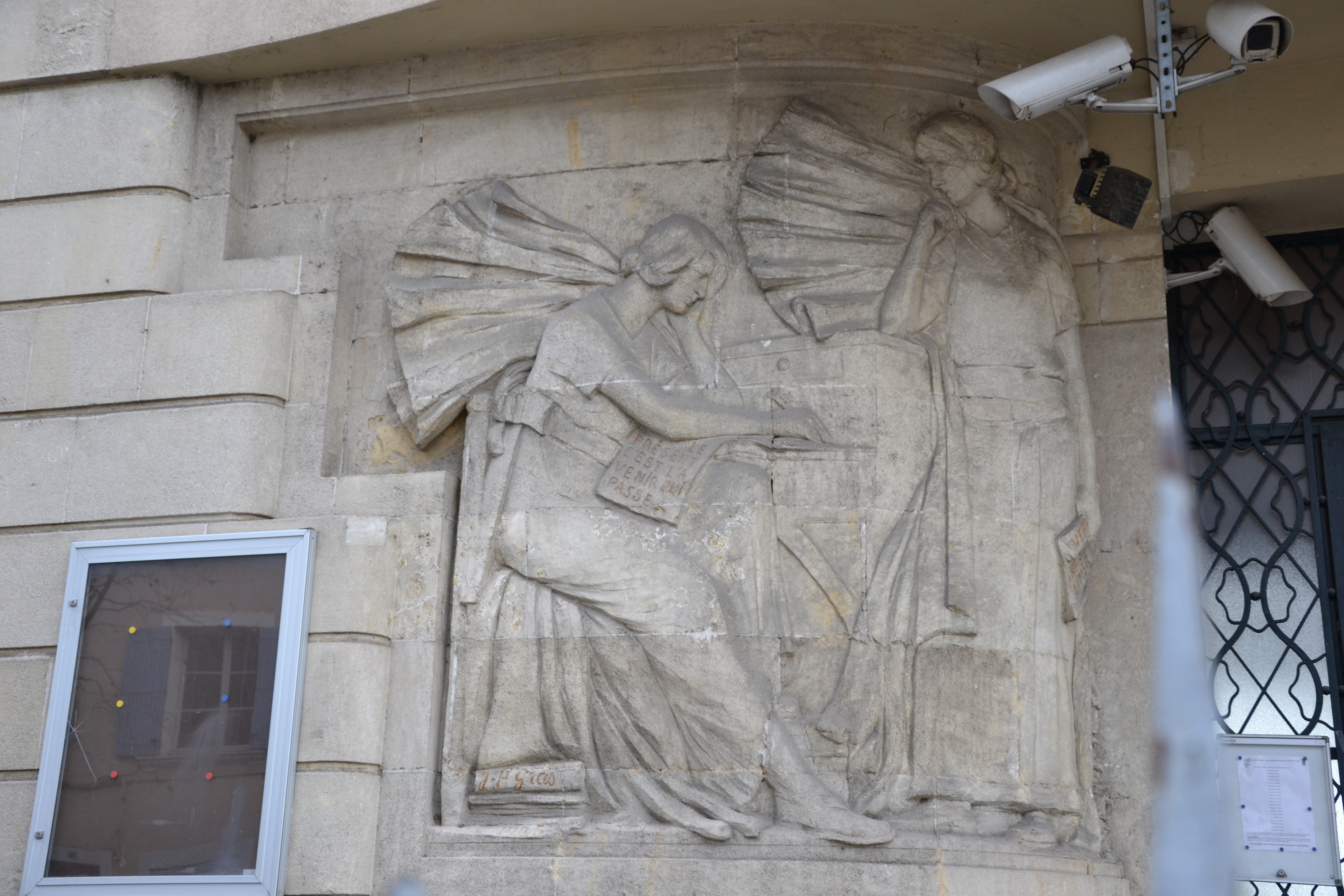
Façade, entrée principale, côté gauche. Bas-relief de Jean-Pierre Gras (1925).
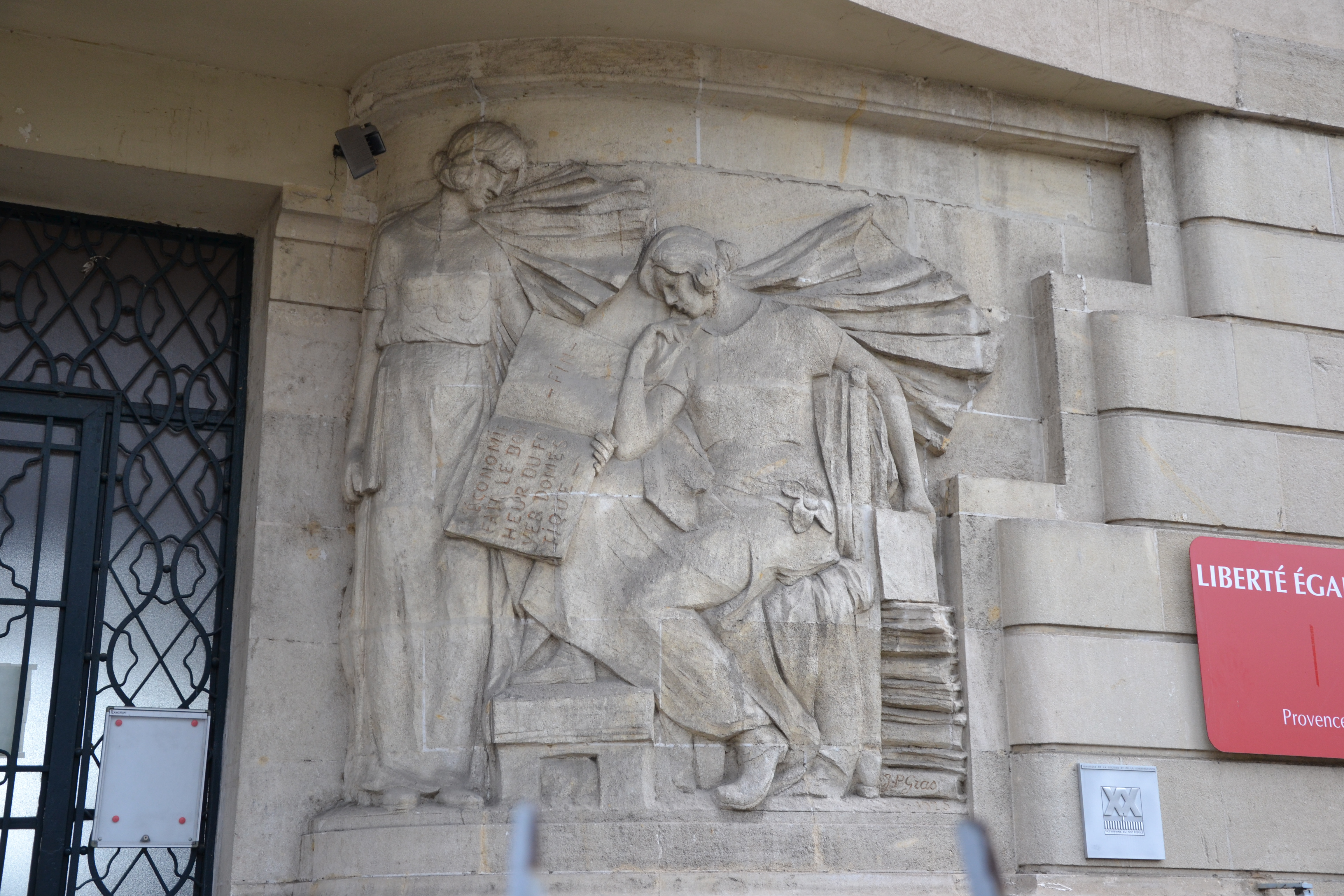
Façade, entrée principale, côté droit. Bas-relief de Jean-Pierre Gras (1925).

## Formations
Le lycée propose des baccalauréats généraux, technologiques et professionnels ; des BTS ; et un centre de formation d'apprentis (CFA). Jusqu'à juin 2020, le lycée dispose, pendant 10 ans, de la seule structure « foot féminin - étude » de la région Paca (accessible sur concours),,. Une section du lycée permet de passer un brevet d'initiation aéronautique (BIA) à l'aérodrome de Carpentras.

## Personnalités

### Anciens professeurs
- Béatrice Mabilon-Bonfils, sociologue[17].